# Săceni, Teleorman
Săceni este satul de reședință al comunei cu același nume din județul Teleorman, Muntenia, România. Se află în nord-vestul județului, în Câmpia Găvanu-Burdea și este străbătută, ca și celelalte două sate ale comunei, de pârâul Tinoasa.

## Monumente istorice
- Biserica "Nașterea Maicii Domnului”, "Sf. Ioan Botezătorul”, sat BUTCULEȘTI. Localizare: În cimitirul vechi. Datare: 1843
- Școala veche, sat Butculești. Localizare: În centrul localității. Datare: sec. XIX

## Personalități
- Ion Lăceanu (n. 1936), instrumentist și interpret de muzica populara
- Vasile Pitulice (n. 1948), cobzar, rapsod popular